# Zapoték írás
A zapoték írás a zapoték civilizáció írásrendszere volt, az egyik legkorábbi írásrendszer Közép-Amerikában. Az olmék civilizáció hanyatlása után, a preklasszikus korszak végén felemelkedő zapotékok a mai Oaxaca területén Monte Albán köré építették fel birodalmukat. Monte Albán egyik jellegzetessége a téren található számos emlékmű. Ott és más helyszíneken is találtak a régészek hosszabb hieroglif írással írt szövegeket.
Néhány jel naptári információként értelmezhető, de az írásrendszer mint olyan továbbra is megfejtetlen. Oszlopokban, fentről lefelé olvasva kivitelezése valamivel kezdetlegesebb, mint a későbbi maja írásé, ami arra enged következtetni, hogy ez az írásrendszer kevésbé volt fonetikus, mint a nagyrészt szótagalapú maja írás.
Javier Urcid 2005-ben végzett kutatásai szerint az írás eredetileg logoszillabikus rendszer volt, és valószínűleg a mai zapoték nyelvek ősi változatához fejlesztették ki, de az „ősi zapoték” nyelven kívüli nyelvváltozatokra való alkalmazása ösztönözte a logofonikus vonások kialakulását.

## Eredet
A San Jose Mogote 3. emlékművet (lásd alább) a Közép-Amerikai írásbeliség kialakulásának legkorábbi bizonyítékai között tartják számon, amely nagyjából egyidőben keletkezett a La Venta 13. emlékművel, és csak kissé későbbi, mint a San Andres-i hieroglifák (mindkettő valószínűleg az olmék írásbeliséget képviseli), de jóval korábbi, mint az epi-olmék írás. Viszont:
„Az írás korai bizonyítékai Oaxaca-ban nem feltétlenül jelentenek azt, hogy a zapotékok találták fel az első mezoamerikai fonetikus írásrendszert. A régészeti leletek jellege miatt az írás valószínűsíthető hordozóanyagai eltérő mértékben maradtak fenn, és mivel valószínű, hogy a korai írnokok olyan romlandó anyagokat is használtak, mint a fakéreg, a szövet, és a szarvasbőr, az írás eredetének és a társadalomban való használatának számos bizonyítéka Oaxaca-ban és általában Közép-Amerikában elérhetetlen lehet számunkra.”
A San Andres-i (Körülbelül időszámításunk előtt 650) és San Jose Mogote-i (időszámításunk előtt 500) emlékművek leletei alapján úgy tűnik, hogy a naptárak használata és a számjelölés alapjai, valamint a naptári dátumok elnevezése már az első évezred közepe előtt széles körben elterjedt volt Közép-Amerikában.

## San Jose Mogote 3. emlékmű („Danzante”).

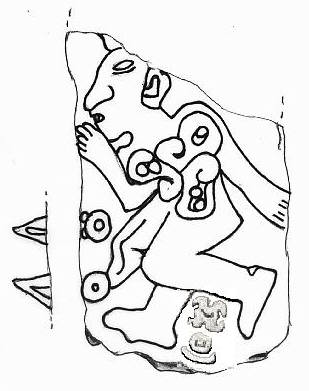
A San Jose Mogote 3 emlékmű. Az alak lábai között látható két hieroglifa valószínűleg a neve: földrengés 1.

A San Jose Mogote-ból (Oaxaca) származó 3. emlékmű (más néven Danzante, lefordítása: „táncos”) a zapoték írás legkorábbi példájának tekinthető. Az ünnepi épület küszöbén elhelyezett emlékmű domborműve egy holtan fekvő, véres foglyot ábrázol. A 19. századi elképzelés, miszerint az ilyen emlékművek, amelyek Monte Albánban is megtalálhatók, táncosokat ábrázolnak, ma már nagyrészt hiteltelen, a mai kutatások szerint egyértelműen megkínzott, feláldozott hadifoglyokat ábrázolnak.
A San Jose Mogote Danzante-n található szimbólumok vércseppeket és egy lehetséges naptári nevet, „1 Földrengés” ábrázolnak. Kr. e. 500-ra San José Mogote 1000 éves uralma véget ért, és a város Monte Albán ellenőrzése alá tartozó kisebb közösséggé vált. Az emlékmű így Kr. e. 500 előttről származik, és eredetileg Közép-Amerika legkorábbi írásos emlékének tartották.

## Monte Albán

### 1. időszak (I. e. 500–200)
Amikor Monte Albán Kr. e. 500-ra a térség fővárosává vált, hasonló táncoló alakokat ábrázoló emlékműveket emeltek a helyszínen. Ezek az emlékművek, amelyek a helyszínen való letelepedés legkorábbi időszakából származnak, valószínűleg Monte Albán által elfoglalt rivális központok és falvak vezetőit ábrázolják, akik közül néhányat név szerint is azonosítottak. Eddig több mint 300 „táncos” kő került feltárásra, és a jobban megőrzött példányok a helyi múzeumban tekinthetők meg.

### 2. időszak (I. e. 200 – I. u. 250)
A Monte Albán főterének közepén, a J épületen egy eltérő típusú kőfaragványok találhatók. Az épület falába több mint 40 nagy faragott tábla van beépítve, amelyek a Monte Albán II-es időszakból származnak, és helyneveket ábrázolnak, néha kiegészítő feliratokkal, és sok esetben lefelé fordított fejekkel. Alfonso Caso volt az első, aki ezeket a köveket „hódítási tábláknak” azonosította, amelyek valószínűleg azokat a helyeket sorolják fel, amelyeket Monte Albán vezetői meghódítottak és/vagy ellenőrzésük alá vontak. Az J épület tábláin felsorolt helyek közül néhányat megpróbáltak azonosítani, és egy esetben (az Oaxaca északi részén található Cañada de Cuicatlán régióban) a zapoték hódítást régészeti felmérések és ásatások is megerősítették. Az utóbbi időben azonban az ilyen módon történő kísérleti azonosításokat vitatják.
Úgy tűnik, hogy az írásrendszer használata Monte Albánban a II. időszak végére hanyatlani kezdett.

### 3 A és B időszak (250–700)
A korai klasszikus időszakban (IIIA időszak, Kr. u. 250–450) az írás Monte Albánban nagyrészt naptári sorozatokra, tulajdonnévkre és helynevekre korlátozódott, míg az ikonográfia egyéb célokra szolgált. Ez a tendencia folytatódott, és végül a rendszer elhagyásához vezetett:
„A IIIB időszak késői műemlékei (kb. 450–700) a korábbi időszakok műveiben oly nyilvánvaló stilisztikai szabályok és szerkezeti felépítés pusztító összeomlását mutatják. Mint a következő, politikailag Monte Albán hanyatlása után azonosított 4. időszakban (kb. 700-950), a naptári információk, beleértve a személyneveket is, ugyanolyan bőségesek és fontosak Közép-Oaxaca területén, mint a zapoték írás fejlődésének bármelyik szakaszában, bár most hiányosak a rendezett és kiegészítő datumsorozatok."
Gordon Whittaker (1992).

## Szélesebb körű használat és fejlődés
A zapoték írás széles körben elterjedt Közép-Amerika délnyugati részén, valószínűleg a nagyhatalmi érdekek és/vagy a felső rétegek közötti egyre szélesebb körű kapcsolati hálózatok kialakulásának következményeként. A zapoték írás legnyugatibb területe Oaxaca és Guerrero államok csendes-óceáni partvidéke, ahol a legtöbb felirat 600–900 között keletkezett. Terjedésének eredményeként a zapoték írás alkalmas lett több nyelv leírására is, és fokozódtak logofonikus tulajdonságai, míg a fonetikus írás idővel háttérbe szorult, és végül csak a tulajdonnéveket és helyneveket jelölte. Hagyományosan ezt a „devolúciós” folyamatot Teotihuacan növekvő jelentőségével is összefüggésbe hozták. 
Keleti határán a zapoték írás hatással volt a Tehuantepec-szoros és Csapasz írásbeli hagyományaira. Északnyugati határán a zapoték írás és a közép-mexikói hatások ötvöződtek a Ñuiñe írás fejlődésében.
A zapoték írás a klasszikus korszak végén tűnt el. A legtöbb feliratot 700 előtt faragták, és legkésőbb a 10. században egy másik írásforma váltotta fel, amelyből később a mixték és az azték írás is kifejlődött. Lehetséges azonban, hogy ezeket a zapoték írás befolyásolta.

## Fordítás
Ez a szócikk részben vagy egészben  a   Zapotec script című angol Wikipédia-szócikk ezen változatának fordításán alapul.  Az eredeti cikk szerkesztőit annak laptörténete sorolja fel. Ez a jelzés csupán a megfogalmazás eredetét és a szerzői jogokat jelzi, nem szolgál a cikkben szereplő információk forrásmegjelöléseként.